# Il sera une fois...
Pour plus de détails, voir Fiche technique et Distribution.
Il sera une fois... est un film français réalisé par Sandrine Veysset et sorti en 2006.

## Fiche technique
- Titre : Il sera une fois...
- Réalisation : Sandrine Veysset
- Scénario : Sébastien Régnier et Sandrine Veysset
- Photographie : Hélène Louvart
- Décors : Thomas Peckre
- Costumes : Nathalie Raoul
- Montage : Mathilde Grosjean
- Son : Didier Saïn
- Musique : Reno Isaac
- Production : Ognon Pictures
- Pays d'origine :  France
- Durée : 78 minutes
- Dates de sortie : 
  -  France : 30 juillet 2006 (Lama Film Festival)
  - 21 novembre 2007

## Distribution
- Alphonse Emery : Pierrot
- Lucie Régnier : Élise
- Jean-Christophe Bouvet : Henri, le père de Pierrot
- Dominique Reymond : Nadine, la mère de Pierrot
- Marc Barbé : le père d'Élise
- Michael Lonsdale : le vieux monsieur
- Beata Nilska : Liena, la mère d'Élise
- Françoise Lebrun : la mère Muche